# حب الكريش البرانسي
حب الكريش البرانسي نوع نباتي يتبع جنس حب الكريش من الفصيلة الصندلية. النبات شبه طفيلي ينتشر في مناطق جبال البرانس بين إسبانيا وفرنسا.